# 아메리칸 오서스
아메리칸 오서스(American Authors)는 미국 매사추세츠 주 보스턴에서 결성된 얼터너티브/팝/포크 록 밴드이다.
The Blue Pages라는 이름으로 2006~2012년까지 활동하다가 2012년에 지금의 이름으로 바꾸게 되었다.
멤버로는 Zac Barnett, James Adam Shelley, Dave Rublin, Matt Sanchez의 4명으로 구성되어 있고 멤버들 모두 버클리 음악 대학에 다녔다.
가장 흥행한 곡은 Best Day of My Life로 유튜브 조회수 2억1천만에 달한다.

## 디스코그래피
스튜디오 음반
- Oh, What a Life (2014)
- What We Live For (2016)
- Seasons (2019)